# Priobalna vjetroelektrana
Priobalna vjetroelektrana (engl. Offshore wind park) je vrsta vjetroelektrane s čvrstim temeljima koja se gradi na moru (ima planova gradnje i na jezerima), uglavnom u priobalnom području, gdje je dubina vode obično manja od 60 metara (udaljenost od obale do najviše 50 kilometara), za razliku od plutajućih vjetroelektrana, koje se grade na pučini. Činjenica da voda (a posebice duboka voda) ima manju površinsku "hrapavost" od kopna jako utječe na brzine vjetra, koje su mnogo veće na moru. Faktori snage su mnogo veći kod takvih instalacija. Kod lokacija s produženim plićinama (kao primjerice u Danskoj), vjetroelektrane je lako sagraditi. Općenito govoreći, morske instalacije vjetroagregata su načelno skuplje od kopnenih. To je zbog toga što su im tornjevi viši kada se uračuna dio ispod vode i što je sama izgradnja skuplja. Proizvedena električna energija se do kopna prenosi putem podmorskog kabela. Održavanje je također skuplje, a mora se paziti i na zaštitu od korozije, zbog čega se često dodaju dodatni premazi i katodna zaštita. Takve turbine su najveće turbine u pogonu i predviđa se da će njihova veličina (i insalirana snaga) i dalje rasti (preko 6 MW). Vjetroelektrane smještene na moru znaju imati i više od 100 vjetroagregata.
Sama ideja je ponajviše nastala zbog manjka položaja za razvijanje velikih kopnenih vjetroelektrana u gusto naseljenim područjima zapadne Europe. Tržište se prvo razvilo u Danskoj 1991., izgradnjom priobalne vjetroelektrane Vindeby. Pravi rast tržišta došao je ipak nekih 10 godina kasnije izgradnjom priobalnih vjetroelektrana Miidelgrunden i Horns Rev, koji je postao najveći pravi priobalni projekt sa snagom od 160 MW i udaljenošću od 14 do 20 kilometara od obale. Osim Danske, priobalne vjetroelektrane su izgradili Velika Britanija, Irska, Švedska, Nizozemska, Belgija, Njemačka, Japan i Kina, dok neke druge zemlje kao što su Francuska, SAD, Kanada, Grčka i druge Europske zemlje planiraju korištenje priobalnih vjetroelektrana. Velika Britanija je razvoj počela 2003., te je uskoro preuzela vodstvo u tom području tržišta od Danske. Sve je počelo Crown Estate Round 1 projektima koji su blizu obale (manje od 10 km), u plitkim vodama (manje od 15 metara) i sa srednjom snagom od 60 do 90 MW. Najveći vjetroagregati dostupni u to doba su imali 3,6 MW.
2005. Round 2 projektima (Velika Britanija) je dodijeljeno 15 mjesta i 7 GW vjetroelektrana koje se trenutačno grade. Ta mjesta imaju prosječno 150 do 500 MW i nalaze se na dubinama do 30 metara. Najveći dostupni vjetroagregat danas je pjedinačne snage čak 6 MW, dok je najveća udaljenost od obale čak 30 kilometara. Istovremeno i Njemačka razvija velike priobalne projekte, te se očekuje da će zajedno s Velikom Britanijom predvoditi priobalno tržište u ovom desetljeću.
Round 3 projekti u Velikoj Britaniji uključuju 9 mjesta s ukupnom snagom od čak 25 GW, a njihova gradnja bi trebala početi 2015. Snaga tih projekata će biti između 0,5 i 1 GW, te će se nalaziti na dubinama od 30 do 60 metara, s udaljenošću od obale koja bi mogla preći i 50 kilometara. Projekti slične snage se planiraju i u Škotskoj, a očekuje se pojava vjetroagregata snage i do 10 MW. Velika Britanija trenutačno drži otprilike 50% tržišta Europske unije za vjetroelektrane, s oko 1,5 GW instalirane snage, te procjenom da će se proširiti na preko 5 GW do 2015. i na otprilike 25 GW do 2020.
Kvaliteta izmjerenih i predviđenih podataka (uključujući vjetar, valove, plime i oseke) su ključ za dobro razumijevanje pravih uvjeta na mjestu priobalnih vjetroelektrana. Kada se proučavaju ti podaci, koriste se konzervativne metode planiranja u odnosu na mogućnosti brodova i planiranje projekata, te se uvijek rade rezervni planovi za slučajeve lošeg vremena i sličnih problema. Mogućnost rada brodova u različitim vremenskim uvjetima također mora biti uzeta u obzir. Još jedan bitan rizik za izgradnju je zaštita kabela, koji su, iako čine samo 7% troškova vjetroelektrane, najbitniji čimbenik kod osiguranja izgradnje i rokova, pošto ih treba zakopati dovoljno duboko i u dogovorenom roku, što je iznimno zahtjevan posao.

## Najveće priobalne vjetroelektrane u svijetu
| Priobalna vjetroelektrana  | Instalirana snaga (MW) | Država                 | Kordinate                                       | Vjetroagregati i modeli                                          | Puštena u rad                   | Opis                 |
| -------------------------- | ---------------------- | ---------------------- | ----------------------------------------------- | ---------------------------------------------------------------- | ------------------------------- | -------------------- |
| Walney                     | 367,2                  | Ujedinjeno Kraljevstvo | 54°02′38″N 3°31′19″W / 54.04389°N 3.52194°W     | 102 × Siemens SWT-3.6-107                                        | 2011. (korak 1) 2012. (korak 2) | [ 3 ] [ 4 ]          |
| Thanet                     | 300                    | Ujedinjeno Kraljevstvo | 51°26′N 01°38′E / 51.433°N 1.633°E              | 100 × Vestas V90-3MW                                             | 2010.                           | [ 5 ] [ 6 ]          |
| Horns Rev 2                | 209                    | Danska                 | 55°36′00″N 7°35′24″E / 55.60000°N 7.59000°E     | 91 × Siemens 2.3-93                                              | 2009.                           | [ 7 ]                |
| Nysted (Rødsand II)        | 207                    | Danska                 | 54°33′0″N 11°42′36″E / 54.55000°N 11.71000°E    | 90 × Siemens 2.3-93                                              | 2010                            | [ 8 ] [ 9 ]          |
| Lynn and Inner Dowsing     | 194                    | Ujedinjeno Kraljevstvo | 53°07′39″N 00°26′10″E / 53.12750°N 0.43611°E    | 54 × Siemens 3.6-107                                             | 2008.                           | [ 10 ] [ 11 ] [ 12 ] |
| Robin Rigg                 | 180                    | Ujedinjeno Kraljevstvo | 54°45′N 3°43′W / 54.750°N 3.717°W               | 60 × Vestas V90-3MW                                              | 2010.                           | [ 13 ]               |
| Gunfleet Sands             | 172                    | Ujedinjeno Kraljevstvo | 51°43′16″N 1°17′31″E / 51.72111°N 1.29194°E     | 48 × Siemens 3.6-107                                             | 2010.                           | [ 14 ] [ 15 ]        |
| Nysted (Rødsand I)         | 166                    | Danska                 | 54°33′0″N 11°42′36″E / 54.55000°N 11.71000°E    | 72 × Siemens 2.3                                                 | 2003.                           | [ 16 ] [ 17 ] [ 18 ] |
| Belwind (Bligh Bank)       | 165                    | Belgija                | 51°39′36″N 2°48′0″E / 51.66000°N 2.80000°E      | 55 × Vestas V90-3MW                                              | 2010.                           | [ 19 ]               |
| Horns Rev I                | 160                    | Danska                 | 55°31′47″N 7°54′22″E / 55.52972°N 7.90611°E     | 80 × Vestas V80-2MW                                              | 2002.                           | [ 20 ]               |
| Ormonde                    | 150                    | Ujedinjeno Kraljevstvo | 54°6′N 3°24′W / 54.100°N 3.400°W                | 30 × REpower 5M                                                  | 2012.                           | [ 21 ] [ 22 ]        |
| Longyuan Rudong Intertidal | 131,3                  | Kina                   | 32°30′N 121°15′E / 32.500°N 121.250°E           | 21 × Siemens 2.3-93; 2 × 3MW 2 × 2.5MW 6 × 2MW 6 × 1.5MW Sinovel | 2012.                           | [ 23 ] [ 24 ] [ 25 ] |
| Princess Amalia            | 120                    | Nizozemska             | 52°35′24″N 4°13′12″E / 52.59000°N 4.22000°E     | 60 × Vestas V80-2MW                                              | 2008.                           | [ 26 ]               |
| Lillgrund                  | 110                    | Švedska                | 55°31′N 12°47′E / 55.517°N 12.783°E             | 48 × Siemens 2.3-93                                              | 2007.                           | [ 27 ]               |
| Egmond aan Zee             | 108                    | Nizozemska             |                                                 | 36 × Vestas V90-3MW                                              | 2006.                           | [ 28 ]               |
| Donghai Bridge             | 102                    | Kina                   | 30°46′12″N 121°59′38″E / 30.77000°N 121.99389°E | 34 × Sinovel SL3000/90                                           | 2010.                           | [ 29 ] [ 30 ]        |
| Kentish Flats              | 90                     | Ujedinjeno Kraljevstvo | 51°27′36″N 1°5′24″E / 51.46000°N 1.09000°E      | 30 × Vestas V90-3MW                                              | 2005.                           | [ 31 ]               |
| Barrow                     | 90                     | Ujedinjeno Kraljevstvo | 53°59′N 3°17′W / 53.983°N 3.283°W               | 30 × Vestas V90-3MW                                              | 2006.                           | [ 32 ]               |
| Burbo Bank                 | 90                     | Ujedinjeno Kraljevstvo | 53°29′N 03°10′W / 53.483°N 3.167°W              | 25 × Siemens 3.6-107                                             | 2007.                           | [ 33 ]               |
| Rhyl Flats                 | 90                     | Ujedinjeno Kraljevstvo | 53°22′N 03°39′W / 53.367°N 3.650°W              | 25 × Siemens 3.6-107                                             | 2009                            | [ 34 ] [ 35 ] [ 36 ] |
| North Hoyle                | 60                     | Ujedinjeno Kraljevstvo | 53°26′N 3°24′W / 53.433°N 3.400°W               | 30 × Vestas V80-2MW                                              | 2003.                           | [ 37 ]               |
| Scroby Sands               | 60                     | Ujedinjeno Kraljevstvo | 52°38′56″N 1°47′25″E / 52.64889°N 1.79028°E     | 30 × Vestas V80-2MW                                              | 2004.                           | [ 38 ]               |
| Alpha Ventus               | 60                     | Njemačka               | 54°1′N 6°36′E / 54.017°N 6.600°E                | 6 × REpower 5M, 6 × AREVA Wind M5000-5M                          | 2009.                           | [ 39 ] [ 40 ]        |
| Baltic 1                   | 48                     | Njemačka               | 54°36′36″N 12°39′0″E / 54.61000°N 12.65000°E    | 21 × Siemens 2.3-93                                              | 2011                            | [ 41 ] [ 42 ]        |
| Middelgrunden              | 40                     | Danska                 | 55°41′27″N 12°40′13″E / 55.69083°N 12.67028°E   | 20 × Bonus Siemens 2MW                                           | 2001                            | [ 43 ]               |